# Liga Mexicana de Baloncesto Profesional Femenil 2021
La Temporada 2021 de la LMBPF es la octava edición de la Liga Mexicana de Baloncesto Profesional Femenil, la cual iniciará el sábado 27 de marzo de dicho año.
Después de la inminente cancelación que sufrió la temporada 2020, el baloncesto femenil se dispuso a regresar para la nueva temporada, bajo un estricto protocolo sanitario que se implementará en cada una de las plazas en donde habrá equipo. La intención es que en las sedes en donde sea viable, los equipos puedan abrir sus gimnasios a los aficionados con un aforo reducido.
Durante el mes de enero se llevó a cabo una reunión entre presidentes y dueños de los equipos y se determinó que la temporada diera inicio el 27 de marzo, siempre y cuando se hiciera un nuevo análisis a inicios de dicho mes, para determinar si existían las condiciones necesarias en las distintas plazas. El 1 de marzo se realizó un comité sanitario con los médicos de cada club y se ratificó la fecha de inicio para el 27 de marzo.
Se tomó la decisión de que para esta temporada participarán 10 equipos, de los cuales destacan el regreso de las Aztks del Estado de México y el nuevo ingreso de las Racers de Saltillo y las Algodoneras de la Comarca.

## Equipos
| Liga Mexicana de Baloncesto Profesional Femenil 2021 |                        |                                       |                                              |
| Equipo                                               | Entrenador             | Ciudad                                | Sede                                         |
| Algodoneras de la Comarca                            | Carlos Key             | Torreón, Coahuila                     | Auditorio Municipal de Torreón               |
| Aztks del Estado de México                           | Armando Acosta         | Tlalnepantla de Baz, Estado de México | Domo Castel Cleto Reyes                      |
| Barreteras de Zacatecas                              | Alejandro Rivera       | Guadalupe, Zacatecas                  | Auditorio Presidencia Municipal de Guadalupe |
| Escaramuzas Jalisco                                  | Alejandra Arellano     | Guadalajara, Jalisco                  | Polideportivo CODE Ávila Camacho             |
| Lobas de Aguascalientes                              | Israel Zermeño         | Aguascalientes, Aguascalientes        | Auditorio Hermanos Carreón                   |
| Marineras de Puerto Vallarta                         | Orlando Casella        | Puerto Vallarta, Jalisco              | Unidad Deportiva Agustín Flores Contreras    |
| Mexcaltecas de Nayarit                               | Cesar Hernández Flores | Tepic, Nayarit                        | Auditorio Niños Héroes                       |
| Mieleras de Guanajuato                               | Jonathan Villegas      | Guanajuato, Guanajuato                | Auditorio Municipal de Yerbabuena            |
| Quetzales Sajoma                                     | Gerardo Sánchez        | Ciudad de México                      | Centro Multidisciplinario Santos Degollado   |
| Racers de Saltillo                                   | Óscar Espitia          | Saltillo, Coahuila                    | Gimnasio Nazario Ortiz Garza                 |

## Temporada 2021

### Resultados
| Jornada 1                    | Jornada 1 | Jornada 1                  | Jornada 1                                    | Jornada 1   | Jornada 1 |
| Local                        | Resultado | Visitante                  | Estadio                                      | Fecha       | Hora      |
| ---------------------------- | --------- | -------------------------- | -------------------------------------------- | ----------- | --------- |
| Mexcaltecas de Nayarit       | 70-68     | Algodoneras de la Comarca  | Gimnasio Niños Héroes                        | 27 de marzo | 17:00     |
| Escaramuzas de Jalisco       | 58-63     | Mieleras de Guanajuato     | Cancha MVP                                   | 27 de marzo | 17:00     |
| Barreteras de Zacatecas      | 56-60     | Quetzales Sajoma           | Auditorio Presidencia Municipal de Guadalupe | 27 de marzo | 18:00     |
| Racers de Saltillo           | 57-68     | Lobas de Aguascalientes    | Gimnasio José de las Fuentes                 | 27 de marzo | 19:00     |
| Marineras de Puerto Vallarta | 58-73     | Aztks del Estado de México | Unidad Deportiva Agustín Flores Contreras    | 27 de marzo | 19:30     |

| Jornada 2                    | Jornada 2 | Jornada 2                  | Jornada 2                                    | Jornada 2   | Jornada 2 |
| Local                        | Resultado | Visitante                  | Estadio                                      | Fecha       | Hora      |
| ---------------------------- | --------- | -------------------------- | -------------------------------------------- | ----------- | --------- |
| Racers de Saltillo           | 58-61     | Lobas de Aguascalientes    | Gimnasio José de las Fuentes                 | 28 de marzo | 12:00     |
| Marineras de Puerto Vallarta | 69-84     | Aztks del Estado de México | Unidad Deportiva Agustín Flores Contreras    | 28 de marzo | 12:30     |
| Escaramuzas de Jalisco       | 60-74     | Mieleras de Guanajuato     | Cancha MVP                                   | 28 de marzo | 13:00     |
| Barreteras de Zacatecas      | 50-54     | Quetzales Sajoma           | Auditorio Presidencia Municipal de Guadalupe | 28 de marzo | 13:00     |
| Mexcaltecas de Nayarit       | 76-73     | Algodoneras de la Comarca  | Gimnasio Niños Héroes                        | 28 de marzo | 16:00     |

| Jornada 3                    | Jornada 3 | Jornada 3                  | Jornada 3                                    | Jornada 3  | Jornada 3 |
| Local                        | Resultado | Visitante                  | Estadio                                      | Fecha      | Hora      |
| ---------------------------- | --------- | -------------------------- | -------------------------------------------- | ---------- | --------- |
| Mexcaltecas de Nayarit       | 69-67     | Racers de Saltillo         | Auditorio Niños Héroes                       | 3 de abril | 18:00     |
| Barreteras de Zacatecas      | 51-93     | Lobas de Aguascalientes    | Auditorio Presidencia Municipal de Guadalupe | 3 de abril | 18:00     |
| Quetzales Sajoma             | 54-72     | Aztks del Estado de México | Centro Multidisciplinario Santos Degollado   | 3 de abril | 18:00     |
| Marineras de Puerto Vallarta | 61-84     | Escaramuzas de Jalisco     | Unidad Deportiva Agustín Flores Contreras    | 3 de abril | 19:30     |
| Algodoneras de la Comarca    | 54-75     | Mieleras de Guanajuato     | Auditorio Municipal de Torreón               | 3 de abril | 20:00     |

| Jornada 4                    | Jornada 4 | Jornada 4                  | Jornada 4                                    | Jornada 4  | Jornada 4 |
| Local                        | Resultado | Visitante                  | Estadio                                      | Fecha      | Hora      |
| ---------------------------- | --------- | -------------------------- | -------------------------------------------- | ---------- | --------- |
| Marineras de Puerto Vallarta | 51-84     | Escaramuzas de Jalisco     | Unidad Deportiva Agustín Flores Contreras    | 4 de abril | 12:30     |
| Barreteras de Zacatecas      | 75-82     | Lobas de Aguascalientes    | Auditorio Presidencia Municipal de Guadalupe | 4 de abril | 13:00     |
| Quetzales Sajoma             | 59-63     | Aztks del Estado de México | Centro Multidisciplinario Santos Degollado   | 4 de abril | 13:00     |
| Algodoneras de la Comarca    | 75-78     | Mieleras de Guanajuato     | Auditorio Municipal de Torreón               | 4 de abril | 13:00     |
| Mexcaltecas de Nayarit       | 57-61     | Racers de Saltillo         | Auditorio Niños Héroes                       | 4 de abril | 17:00     |

| Jornada 5                 | Jornada 5 | Jornada 5                    | Jornada 5                                    | Jornada 5   | Jornada 5 |
| Local                     | Resultado | Visitante                    | Estadio                                      | Fecha       | Hora      |
| ------------------------- | --------- | ---------------------------- | -------------------------------------------- | ----------- | --------- |
| Barreteras de Zacatecas   | 78-64     | Mexcaltecas de Nayarit       | Auditorio Presidencia Municipal de Guadalupe | 10 de abril | 18:00     |
| Quetzales Sajoma          | 55-63     | Escaramuzas de Jalisco       | Centro Multidisciplinario Santos Degollado   | 10 de abril | 18:00     |
| Mieleras de Guanajuato    | 97-53     | Marineras de Puerto Vallarta | Auditorio Municipal de la Yerbabuena         | 10 de abril | 19:00     |
| Lobas de Aguascalientes   | 78-79     | Aztks del Estado de México   | Auditorio Hermanos Carreón                   | 10 de abril | 19:00     |
| Algodoneras de la Comarca | 71-61     | Racers de Saltillo           | Auditorio Municipal de Torreón               | 10 de abril | 20:00     |

| Jornada 6                 | Jornada 6 | Jornada 6                    | Jornada 6                                    | Jornada 6   | Jornada 6 |
| Local                     | Resultado | Visitante                    | Estadio                                      | Fecha       | Hora      |
| ------------------------- | --------- | ---------------------------- | -------------------------------------------- | ----------- | --------- |
| Mieleras de Guanajuato    | 101-61    | Marineras de Puerto Vallarta | Auditorio Municipal de la Yerbabuena         | 11 de abril | 12:00     |
| Algodoneras de la Comarca | 60-70     | Racers de Saltillo           | Auditorio Municipal de Torreón               | 11 de abril | 13:00     |
| Barreteras de Zacatecas   | 88-64     | Mexcaltecas de Nayarit       | Auditorio Presidencia Municipal de Guadalupe | 11 de abril | 13:00     |
| Quetzales Sajoma          | 50-59     | Escaramuzas de Jalisco       | Centro Multidisciplinario Santos Degollado   | 11 de abril | 13:00     |
| Lobas de Aguascalientes   | 83-68     | Aztks del Estado de México   | Auditorio Hermanos Carreón                   | 11 de abril | 14:00     |

| Jornada 7                  | Jornada 7 | Jornada 7                    | Jornada 7                            | Jornada 7   | Jornada 7 |
| Local                      | Resultado | Visitante                    | Estadio                              | Fecha       | Hora      |
| -------------------------- | --------- | ---------------------------- | ------------------------------------ | ----------- | --------- |
| Aztks del Estado de México | 60-54     | Escaramuzas de Jalisco       | Domo Castel Cleto Reyes              | 17 de abril | 18:00     |
| Lobas de Aguascalientes    | 85-52     | Mexcaltecas de Nayarit       | Auditorio Hermanos Carreón           | 17 de abril | 19:00     |
| Mieleras de Guanajuato     | 84-57     | Quetzales Sajoma             | Auditorio Municipal de la Yerbabuena | 17 de abril | 19:00     |
| Racers de Saltillo         | 81-61     | Marineras de Puerto Vallarta | Gimnasio Nazario Ortiz Garza         | 17 de abril | 19:00     |
| Algodoneras de la Comarca  | 77-78     | Barreteras de Zacatecas      | Auditorio Municipal de Torreón       | 17 de abril | 20:00     |

| Jornada 8                  | Jornada 8 | Jornada 8                    | Jornada 8                            | Jornada 8   | Jornada 8 |
| Local                      | Resultado | Visitante                    | Estadio                              | Fecha       | Hora      |
| -------------------------- | --------- | ---------------------------- | ------------------------------------ | ----------- | --------- |
| Aztks del Estado de México | 61-52     | Escaramuzas de Jalisco       | Domo Castel Cleto Reyes              | 18 de abril | 12:00     |
| Mieleras de Guanajuato     | 106-73    | Quetzales Sajoma             | Auditorio Municipal de la Yerbabuena | 18 de abril | 12:00     |
| Racers de Saltillo         | 65-57     | Marineras de Puerto Vallarta | Gimnasio Nazario Ortiz Garza         | 18 de abril | 12:00     |
| Algodoneras de la Comarca  | 70-78     | Barreteras de Zacatecas      | Auditorio Municipal de Torreón       | 18 de abril | 13:00     |
| Lobas de Aguascalientes    | 83-44     | Mexcaltecas de Nayarit       | Auditorio Hermanos Carreón           | 18 de abril | 14:00     |

| Jornada 9                  | Jornada 9 | Jornada 9                    | Jornada 9                                  | Jornada 9   | Jornada 9 |
| Local                      | Resultado | Visitante                    | Estadio                                    | Fecha       | Hora      |
| -------------------------- | --------- | ---------------------------- | ------------------------------------------ | ----------- | --------- |
| Mexcaltecas de Nayarit     | 78-73     | Escaramuzas de Jalisco       | Auditorio Niños Héroes                     | 24 de abril | 18:00     |
| Quetzales Sajoma           | 73-61     | Marineras de Puerto Vallarta | Centro Multidisciplinario Santos Degollado | 24 de abril | 18:00     |
| Aztks del Estado de México | 76-73     | Mieleras de Guanajuato       | Domo Castel Cleto Reyes                    | 24 de abril | 18:00     |
| Racers de Saltillo         | 76-65     | Barreteras de Zacatecas      | Gimnasio Nazario Ortiz Garza               | 24 de abril | 19:00     |
| Lobas de Aguascalientes    | 81-73     | Algodoneras de la Comarca    | Auditorio Hermanos Carreón                 | 24 de abril | 19:00     |

| Jornada 10                 | Jornada 10 | Jornada 10                   | Jornada 10                                 | Jornada 10  | Jornada 10 |
| Local                      | Resultado  | Visitante                    | Estadio                                    | Fecha       | Hora       |
| -------------------------- | ---------- | ---------------------------- | ------------------------------------------ | ----------- | ---------- |
| Racers de Saltillo         | 62-54      | Barreteras de Zacatecas      | Gimnasio Nazario Ortiz Garza               | 25 de abril | 12:00      |
| Aztks del Estado de México | 65-58      | Mieleras de Guanajuato       | Domo Castel Cleto Reyes                    | 25 de abril | 12:00      |
| Quetzales Sajoma           | 82-80      | Marineras de Puerto Vallarta | Centro Multidisciplinario Santos Degollado | 25 de abril | 13:00      |
| Lobas de Aguascalientes    | 80-71      | Algodoneras de la Comarca    | Auditorio Hermanos Carreón                 | 25 de abril | 14:00      |
| Mexcaltecas de Nayarit     | 58-61      | Escaramuzas de Jalisco       | Auditorio Niños Héroes                     | 25 de abril | 17:00      |

| Jornada 11                 | Jornada 11 | Jornada 11                   | Jornada 11                                 | Jornada 11 | Jornada 11 |
| Local                      | Resultado  | Visitante                    | Estadio                                    | Fecha      | Hora       |
| -------------------------- | ---------- | ---------------------------- | ------------------------------------------ | ---------- | ---------- |
| Aztks del Estado de México | 77-48      | Marineras de Puerto Vallarta | Domo Castel Cleto Reyes                    | 1 de mayo  | 18:00      |
| Quetzales Sajoma           | 75-86      | Barreteras de Zacatecas      | Centro Multidisciplinario Santos Degollado | 1 de mayo  | 18:00      |
| Lobas de Aguascalientes    | 87-63      | Racers de Saltillo           | Auditorio Hermanos Carreón                 | 1 de mayo  | 19:00      |
| Mieleras de Guanajuato     | 69-60      | Escaramuzas de Jalisco       | Auditorio Municipal de Yerbabuena          | 1 de mayo  | 19:00      |
| Algodoneras de la Comarca  | 79-83      | Mexcaltecas de Nayarit       | Auditorio Municipal de Torreón             | 1 de mayo  | 20:00      |

| Jornada 12                 | Jornada 12 | Jornada 12                   | Jornada 12                                 | Jornada 12 | Jornada 12 |
| Local                      | Resultado  | Visitante                    | Estadio                                    | Fecha      | Hora       |
| -------------------------- | ---------- | ---------------------------- | ------------------------------------------ | ---------- | ---------- |
| Mieleras de Guanajuato     | 84-60      | Escaramuzas de Jalisco       | Auditorio Municipal de Yerbabuena          | 2 de mayo  | 12:00      |
| Aztks del Estado de México | 82-60      | Marineras de Puerto Vallarta | Domo Castel Cleto Reyes                    | 2 de mayo  | 12:00      |
| Algodoneras de la Comarca  | 70-73      | Mexcaltecas de Nayarit       | Auditorio Municipal de Torreón             | 2 de mayo  | 13:00      |
| Quetzales Sajoma           | 67-75      | Barreteras de Zacatecas      | Centro Multidisciplinario Santos Degollado | 2 de mayo  | 13:00      |
| Lobas de Aguascalientes    | 83-69      | Racers de Saltillo           | Auditorio Hermanos Carreón                 | 2 de mayo  | 14:00      |

| Jornada 13                 | Jornada 13 | Jornada 13                   | Jornada 13                        | Jornada 13 | Jornada 13 |
| Local                      | Resultado  | Visitante                    | Estadio                           | Fecha      | Hora       |
| -------------------------- | ---------- | ---------------------------- | --------------------------------- | ---------- | ---------- |
| Escaramuzas de Jalisco     | 87-47      | Marineras de Puerto Vallarta | Polideportivo CODE Ávila Camacho  | 8 de mayo  | 17:00      |
| Aztks del Estado de México | 71-54      | Quetzales Sajoma             | Domo Castel Cleto Reyes           | 8 de mayo  | 18:00      |
| Lobas de Aguascalientes    | 91-55      | Barreteras de Zacatecas      | Auditorio Hermanos Carreón        | 8 de mayo  | 19:00      |
| Racers de Saltillo         | 71-76      | Mexcaltecas de Nayarit       | Gimnasio Nazario Ortiz Garza      | 8 de mayo  | 19:00      |
| Mieleras de Guanajuato     | 88-77      | Algodoneras de la Comarca    | Auditorio Municipal de Yerbabuena | 8 de mayo  | 19:00      |

| Jornada 14                 | Jornada 14 | Jornada 14                   | Jornada 14                        | Jornada 14 | Jornada 14 |
| Local                      | Resultado  | Visitante                    | Estadio                           | Fecha      | Hora       |
| -------------------------- | ---------- | ---------------------------- | --------------------------------- | ---------- | ---------- |
| Racers de Saltillo         | 83-48      | Mexcaltecas de Nayarit       | Gimnasio Nazario Ortiz Garza      | 9 de mayo  | 12:00      |
| Aztks del Estado de México | 83-66      | Quetzales Sajoma             | Domo Castel Cleto Reyes           | 9 de mayo  | 12:00      |
| Mieleras de Guanajuato     | 79-67      | Algodoneras de la Comarca    | Auditorio Municipal de Yerbabuena | 9 de mayo  | 12:00      |
| Escaramuzas de Jalisco     | 81-28      | Marineras de Puerto Vallarta | Polideportivo CODE Ávila Camacho  | 9 de mayo  | 13:00      |
| Lobas de Aguascalientes    | 92-63      | Barreteras de Zacatecas      | Auditorio Hermanos Carreón        | 9 de mayo  | 14:00      |

| Jornada 15                   | Jornada 15 | Jornada 15                | Jornada 15                                | Jornada 15 | Jornada 15 |
| Local                        | Resultado  | Visitante                 | Estadio                                   | Fecha      | Hora       |
| ---------------------------- | ---------- | ------------------------- | ----------------------------------------- | ---------- | ---------- |
| Escaramuzas de Jalisco       | 89-59      | Quetzales Sajoma          | Polideportivo CODE Ávila Camacho          | 15 de mayo | 17:00      |
| Mexcaltecas de Nayarit       | 68-67      | Barreteras de Zacatecas   | Auditorio Niños Héroes                    | 15 de mayo | 18:00      |
| Aztks del Estado de México   | 62-74      | Lobas de Aguascalientes   | Domo Castel Cleto Reyes                   | 15 de mayo | 18:00      |
| Racers de Saltillo           | 86-81      | Algodoneras de la Comarca | Gimnasio Nazario Ortiz Garza              | 15 de mayo | 19:00      |
| Marineras de Puerto Vallarta | 54-70      | Mieleras de Guanajuato    | Unidad Deportiva Agustín Flores Contreras | 15 de mayo | 19:30      |

| Jornada 16                   | Jornada 16 | Jornada 16                | Jornada 16                                | Jornada 16 | Jornada 16 |
| Local                        | Resultado  | Visitante                 | Estadio                                   | Fecha      | Hora       |
| ---------------------------- | ---------- | ------------------------- | ----------------------------------------- | ---------- | ---------- |
| Racers de Saltillo           | 62-70      | Algodoneras de la Comarca | Gimnasio Nazario Ortiz Garza              | 16 de mayo | 12:00      |
| Aztks del Estado de México   | 72-80      | Lobas de Aguascalientes   | Domo Castel Cleto Reyes                   | 16 de mayo | 12:00      |
| Marineras de Puerto Vallarta | 61-84      | Mieleras de Guanajuato    | Unidad Deportiva Agustín Flores Contreras | 16 de mayo | 12:30      |
| Escaramuzas de Jalisco       | 98-61      | Quetzales Sajoma          | Polideportivo CODE Ávila Camacho          | 16 de mayo | 13:00      |
| Mexcaltecas de Nayarit       | 56-48      | Barreteras de Zacatecas   | Auditorio Niños Héroes                    | 16 de mayo | 17:00      |

| Jornada 17                   | Jornada 17 | Jornada 17                 | Jornada 17                                   | Jornada 17 | Jornada 17 |
| Local                        | Resultado  | Visitante                  | Estadio                                      | Fecha      | Hora       |
| ---------------------------- | ---------- | -------------------------- | -------------------------------------------- | ---------- | ---------- |
| Escaramuzas de Jalisco       | 46-32      | Aztks del Estado de México | Polideportivo CODE Ávila Camacho             | 22 de mayo | 17:00      |
| Mexcaltecas de Nayarit       | 47-53      | Lobas de Aguascalientes    | Auditorio Niños Héroes                       | 22 de mayo | 18:00      |
| Barreteras de Zacatecas      | 77-72      | Algodoneras de la Comarca  | Auditorio Presidencia Municipal de Guadalupe | 22 de mayo | 18:00      |
| Quetzales Sajoma             | 53-85      | Mieleras de Guanajuato     | Centro Multidisciplinario Santos Degollado   | 22 de mayo | 18:00      |
| Marineras de Puerto Vallarta | 61-79      | Racers de Saltillo         | Unidad Deportiva Agustín Flores Contreras    | 22 de mayo | 19:30      |

| Jornada 18                   | Jornada 18 | Jornada 18                 | Jornada 18                                   | Jornada 18 | Jornada 18 |
| Local                        | Resultado  | Visitante                  | Estadio                                      | Fecha      | Hora       |
| ---------------------------- | ---------- | -------------------------- | -------------------------------------------- | ---------- | ---------- |
| Marineras de Puerto Vallarta | 60-63      | Racers de Saltillo         | Unidad Deportiva Agustín Flores Contreras    | 23 de mayo | 12:30      |
| Barreteras de Zacatecas      | 77-85      | Algodoneras de la Comarca  | Auditorio Presidencia Municipal de Guadalupe | 23 de mayo | 13:00      |
| Escaramuzas de Jalisco       | 81-57      | Aztks del Estado de México | Polideportivo CODE Ávila Camacho             | 23 de mayo | 13:00      |
| Quetzales Sajoma             | 76-104     | Mieleras de Guanajuato     | Centro Multidisciplinario Santos Degollado   | 23 de mayo | 13:00      |
| Mexcaltecas de Nayarit       | 45-86      | Lobas de Aguascalientes    | Auditorio Niños Héroes                       | 23 de mayo | 17:00      |

| Jornada 19                   | Jornada 19 | Jornada 19                 | Jornada 19                                   | Jornada 19 | Jornada 19 |
| Local                        | Resultado  | Visitante                  | Estadio                                      | Fecha      | Hora       |
| ---------------------------- | ---------- | -------------------------- | -------------------------------------------- | ---------- | ---------- |
| Escaramuzas de Jalisco       | 51-38      | Mexcaltecas de Nayarit     | Polideportivo CODE Ávila Camacho             | 29 de mayo | 17:00      |
| Barreteras de Zacatecas      | 66-73      | Racers de Saltillo         | Auditorio Presidencia Municipal de Guadalupe | 29 de mayo | 18:00      |
| Mieleras de Guanajuato       | 99-90      | Aztks del Estado de México | Auditorio Municipal de Yerbabuena            | 29 de mayo | 19:00      |
| Marineras de Puerto Vallarta | 68-58      | Quetzales Sajoma           | Unidad Deportiva Agustín Flores Contreras    | 29 de mayo | 19:30      |
| Algodoneras de la Comarca    | 47-59      | Lobas de Aguascalientes    | Auditorio Municipal de Torreón               | 29 de mayo | 20:00      |

| Jornada 20                   | Jornada 20 | Jornada 20                 | Jornada 20                                   | Jornada 20 | Jornada 20 |
| Local                        | Resultado  | Visitante                  | Estadio                                      | Fecha      | Hora       |
| ---------------------------- | ---------- | -------------------------- | -------------------------------------------- | ---------- | ---------- |
| Mieleras de Guanajuato       | 62-64      | Aztks del Estado de México | Auditorio Municipal de Yerbabuena            | 30 de mayo | 12:00      |
| Marineras de Puerto Vallarta | 64-73      | Quetzales Sajoma           | Unidad Deportiva Agustín Flores Contreras    | 30 de mayo | 12:30      |
| Barreteras de Zacatecas      | 85-78      | Racers de Saltillo         | Auditorio Presidencia Municipal de Guadalupe | 30 de mayo | 13:00      |
| Algodoneras de la Comarca    | 58-73      | Lobas de Aguascalientes    | Auditorio Municipal de Torreón               | 30 de mayo | 13:00      |
| Escaramuzas de Jalisco       | 70-39      | Mexcaltecas de Nayarit     | Polideportivo CODE Ávila Camacho             | 30 de mayo | 13:00      |

### Clasificación
- Actualizadas las clasificaciones al 30 de mayo de 2021.[2]

JJ = Juegos Jugados, JG = Juegos Ganados, JP = Juegos Perdidos, PF= Puntos a Favor, PC = Puntos en Contra, Dif. = Diferencia de puntos, Ptos. = Puntos = (JGx2)+(JP)
| Conferencia Nacional |                              |    |    |    |      |      |      |       |
| Posición             | Equipo                       | JJ | JG | JP | PF   | PC   | Dif. | Ptos. |
| 1                    | Mieleras de Guanajuato       | 20 | 17 | 3  | 1633 | 1294 | 339  | 37    |
| 2                    | Aztks del Estado de México   | 20 | 14 | 6  | 1391 | 1308 | 83   | 34    |
| 3                    | Escaramuzas de Jalisco       | 20 | 13 | 7  | 1371 | 1125 | 246  | 31    |
| 4                    | Quetzales Sajoma             | 20 | 5  | 15 | 1259 | 1517 | -258 | 25    |
| 5                    | Marineras de Puerto Vallarta | 20 | 1  | 19 | 1163 | 1578 | -415 | 21    |

| Conferencia Mexicana |                           |    |    |    |      |      |      |       |
| Posición             | Equipo                    | JJ | JG | JP | PF   | PC   | Dif. | Ptos. |
| 1                    | Lobas de Aguascalientes   | 20 | 19 | 1  | 1572 | 1209 | 363  | 39    |
| 2                    | Racers de Saltillo        | 20 | 11 | 9  | 1385 | 1340 | 45   | 31    |
| 3                    | Mexcaltecas de Nayarit    | 20 | 9  | 11 | 1205 | 1415 | -210 | 29    |
| 4                    | Barreteras de Zacatecas   | 20 | 8  | 12 | 1372 | 1459 | -87  | 28    |
| 5                    | Algodoneras de la Comarca | 20 | 3  | 17 | 1398 | 1504 | -106 | 23    |

| Clasificado a los playoffs |

| Eliminado de los playoffs |

### Playoffs
|  | Cuartos de final | Cuartos de final           | Cuartos de final |                            |    | Semifinales             | Semifinales      | Semifinales      |  |    | Final                   | Final            | Final            |  |
|  | 4 - 6 de junio   | 4 - 6 de junio             | 4 - 6 de junio   |                            |    | 11 - 12 de junio        | 11 - 12 de junio | 11 - 12 de junio |  |    | 19 - 27 de junio        | 19 - 27 de junio | 19 - 27 de junio |  |
|  |                  |                            |                  |                            |    |                         |                  |                  |  |    |                         |                  |                  |  |
|  |                  |                            |                  |                            |    |                         |                  |                  |  |    |                         |                  |                  |  |
|  | M1               | Lobas de Aguascalientes    | 2                |                            |    |                         |                  |                  |  |    |                         |                  |                  |  |
|  | M1               | Lobas de Aguascalientes    | 2                |                            |    |                         |                  |                  |  |    |                         |                  |                  |  |
|  | N4               | Quetzales Sajoma           | 0                |                            |    |                         |                  |                  |  |    |                         |                  |                  |  |
|  | N4               | Quetzales Sajoma           | 0                |                            | M1 | Lobas de Aguascalientes | 2                |                  |  |    |                         |                  |                  |  |
|  |                  |                            |                  |                            | M1 | Lobas de Aguascalientes | 2                |                  |  |    |                         |                  |                  |  |
|  |                  |                            | N2               | Aztks del Estado de México | 0  |                         |                  |                  |  |    |                         |                  |                  |  |
|  | N2               | Aztks del Estado de México | N2               | Aztks del Estado de México | 0  | 2                       |                  |                  |  |    |                         |                  |                  |  |
|  | N2               | Aztks del Estado de México |                  |                            |    |                         |                  |                  |  |    |                         |                  |                  |  |
|  | M3               | Mexcaltecas de Nayarit     | 0                |                            |    |                         |                  |                  |  |    |                         |                  |                  |  |
|  | M3               | Mexcaltecas de Nayarit     | 0                |                            |    |                         |                  |                  |  | M1 | Lobas de Aguascalientes | 3                |                  |  |
|  |                  |                            |                  |                            |    |                         |                  |                  |  | M1 | Lobas de Aguascalientes | 3                |                  |  |
|  |                  |                            | N1               | Mieleras de Guanajuato     | 1  |                         |                  |                  |  |    |                         |                  |                  |  |
|  | N1               | Mieleras de Guanajuato     | N1               | Mieleras de Guanajuato     | 1  | 2                       |                  |                  |  |    |                         |                  |                  |  |
|  | N1               | Mieleras de Guanajuato     |                  |                            |    |                         |                  |                  |  |    |                         |                  |                  |  |
|  | M4               | Barreteras de Zacatecas    | 0                |                            |    |                         |                  |                  |  |    |                         |                  |                  |  |
|  | M4               | Barreteras de Zacatecas    | 0                |                            | N1 | Mieleras de Guanajuato  | 2                |                  |  |    |                         |                  |                  |  |
|  |                  |                            |                  |                            | N1 | Mieleras de Guanajuato  | 2                |                  |  |    |                         |                  |                  |  |
|  |                  |                            | M2               | Racers de Saltillo         | 0  |                         |                  |                  |  |    |                         |                  |                  |  |
|  | M2               | Racers de Saltillo         | M2               | Racers de Saltillo         | 0  | 2                       |                  |                  |  |    |                         |                  |                  |  |
|  | M2               | Racers de Saltillo         |                  |                            |    |                         |                  |                  |  |    |                         |                  |                  |  |
|  | N3               | Escaramuzas de Jalisco     | 1                |                            |    |                         |                  |                  |  |    |                         |                  |                  |  |
|  | N3               | Escaramuzas de Jalisco     | 1                |                            |    |                         |                  |                  |  |    |                         |                  |                  |  |
|  |                  |                            |                  |                            |    |                         |                  |                  |  |    |                         |                  |                  |  |

#### Cuartos de final

##### (M1) Lobas de Aguascalientes vs. (N4) Quetzales Sajoma
| 4 de junio, 20:00 | Lobas de Aguascalientes                                                             | 99–59                | Quetzales Sajoma                                                          | Aguascalientes, Aguascalientes       |  |
|                   | Parciales: 23-15, 21-11, 35-18, 20-15                                               |                      |                                                                           |                                      |  |
|                   | Estadísticas Iulia Gladkova (19) Oumoul Sarr (11) Andrea Medina y Hazel Ramírez (5) | Reporte Pts Reb Asts | Estadísticas Clenia Noblet (18) Yulianne Rodríguez (13) Clenia Noblet (3) | Pabellón: Auditorio Hermanos Carreón |  |

| 5 de junio, 19:00 | Lobas de Aguascalientes                                                                          | 91–56                | Quetzales Sajoma | Aguascalientes, Aguascalientes       |  |
|                   | Parciales: 15-14, 30-16, 24-16, 22-10                                                            |                      | |                                      |  |
|                   | Estadísticas Anahy Sánchez y Andrea Medina (16) Anahy Sánchez (8) Hazel Ramírez y Begoña Faz (4) | Reporte Pts Reb Asts | Estadísticas Clenia Noblet (23) Yulianne Rodríguez y Clenia Noblet (7) C. Noblet, D. Escamilla, K. Ramírez, T. García y Y. Rodríguez (1) | Pabellón: Auditorio Hermanos Carreón |  |

##### (N2) Aztks del Estado de México vs. (M3) Mexcaltecas de Nayarit
| 4 de junio, 19:00 | Aztks del Estado de México                                             | 69–38                | Mexcaltecas de Nayarit                                                         | Tlalnepantla, Estado de México    |  |
|                   | Parciales: 21-8, 14-8, 20-11, 14-11                                    |                      |                                                                                |                                   |  |
|                   | Estadísticas Daniela Rodríguez (14) Ijeoma Uchendu (17) Anel Tapia (4) | Reporte Pts Reb Asts | Estadísticas Sofía Payán (16) Sofía Payán (5) Sofía Payán y Elaine Saldaña (2) | Pabellón: Domo Castel Cleto Reyes |  |

| 5 de junio, 18:00 | Aztks del Estado de México                                          | 76–58                | Mexcaltecas de Nayarit                                         | Tlalnepantla, Estado de México    |  |
|                   | Parciales: 17-19, 17-9, 14-15, 28-15                                |                      |                                                                |                                   |  |
|                   | Estadísticas Yayma Boulet (25) Yayma Boulet (16) Ginger Sánchez (9) | Reporte Pts Reb Asts | Estadísticas Sofía Payán (20) Yvon Vite (9) Romina Berumen (3) | Pabellón: Domo Castel Cleto Reyes |  |

##### (N1) Mieleras de Guanajuato vs. (M4) Barreteras de Zacatecas
| 4 de junio, 19:00 | Mieleras de Guanajuato                                                                        | 67–41                | Barreteras de Zacatecas                                                                 | Guanajuato, Guanajuato                      |  |
|                   | Parciales: 19-10, 19-10, 13-8, 16-13                                                          |                      |                                                                                         |                                             |  |
|                   | Estadísticas Kayla Mobley (17) Kayla Mobley (12) J. Bonds, M. Lara, L. Pérez, M. Castillo (3) | Reporte Pts Reb Asts | Estadísticas Rosaura Guardiola y Jasmine James (8) Jasmine James (11) Paola Estrada (2) | Pabellón: Auditorio Municipal de Yerbabuena |  |

| 5 de junio, 12:00 | Mieleras de Guanajuato                                           | 86–57                | Barreteras de Zacatecas                                                                      | Guanajuato, Guanajuato                      |  |
|                   | Parciales: 29-14, 18-11, 18-10, 21-22                            |                      |                                                                                              |                                             |  |
|                   | Estadísticas Kayla Mobley (20) Kayla Mobley (11) Brisa Silva (6) | Reporte Pts Reb Asts | Estadísticas Ashanti Hunt (18) Paola Estrada (7) S. Esquivel, A. Domínguez, E. Hernández (2) | Pabellón: Auditorio Municipal de Yerbabuena |  |

##### (M2) Racers de Saltillo vs. (N3) Escaramuzas de Jalisco
| 4 de junio, 19:30 | Racers de Saltillo                                                                         | 88–86                | Escaramuzas de Jalisco                                                               | Saltillo, Coahuila                     |  |
|                   | Parciales: 19-19, 19-18, 15-17, 21-20 (T.E.: 14-12)                                        |                      |                                                                                      |                                        |  |
|                   | Estadísticas Nicole Millender (35) Nicole Millender y Paloma Flores (10) Paloma Flores (6) | Reporte Pts Reb Asts | Estadísticas Gladiana Ávila (25) Gladiana Ávila y Diana Armas (9) Gladiana Ávila (6) | Pabellón: Gimnasio Nazario Ortiz Garza |  |

| 5 de junio, 19:00 | Racers de Saltillo                                                                               | 39–61                | Escaramuzas de Jalisco                                                                | Saltillo, Coahuila                     |  |
|                   | Parciales: 12-13, 2-17, 21-13, 4-18                                                              |                      |                                                                                       |                                        |  |
|                   | Estadísticas Charisse Burruel (22) Ana Bernal (8) A. Bernal, C. Burruel, P. Cruz, K. Machuca (1) | Reporte Pts Reb Asts | Estadísticas Gladiana Ávila (15) Jordan Wallace (13) G. Ávila, D. Armas, C. Ramos (3) | Pabellón: Gimnasio Nazario Ortiz Garza |  |

| 6 de junio, 13:00 | Racers de Saltillo                                                            | 65–61                | Escaramuzas de Jalisco                                                                  | Saltillo, Coahuila                     |  |
|                   | Parciales: 15-10, 23-15, 14-16, 13-20                                         |                      |                                                                                         |                                        |  |
|                   | Estadísticas Nicole Millender (19) Nicole Millender (11) Charisse Burruel (3) | Reporte Pts Reb Asts | Estadísticas Claudia Ramos (14) Jordan Wallace (11) Gladiana Ávila y Elena Martínez (3) | Pabellón: Gimnasio Nazario Ortiz Garza |  |

#### Semifinales

##### (M1) Lobas de Aguascalientes vs. (N2) Aztks del Estado de México
| 11 de junio, 20:00 | Lobas de Aguascalientes                                                                         | 86–53                | Aztks del Estado de México                                                          | Aguascalientes, Aguascalientes       |  |
|                    | Parciales: 24-7, 21-14, 28-14, 13-18                                                            |                      |                                                                                     |                                      |  |
|                    | Estadísticas Iulia Gladkova (21) Iulia Gladkova (10) H. Ramírez, J. Christopher, S. Sánchez (3) | Reporte Pts Reb Asts | Estadísticas Daniela Soto (12) Yayma Boulet (8) Ginger Sánchez e Ijeoma Uchendu (2) | Pabellón: Auditorio Hermanos Carreón |  |

| 12 de junio, 19:00 | Lobas de Aguascalientes                                                         | 85–49                | Aztks del Estado de México                                           | Aguascalientes, Aguascalientes       |  |
|                    | Parciales: 26-11, 23-9, 17-14, 19-15                                            |                      |                                                                      |                                      |  |
|                    | Estadísticas Andrea Medina (15) Oumoul Sarr (8) Hazel Ramírez y Oumoul Sarr (4) | Reporte Pts Reb Asts | Estadísticas Yayma Boulet (21) Daniela Soto (8) Brihanna Jackson (3) | Pabellón: Auditorio Hermanos Carreón |  |

##### (N1) Mieleras de Guanajuato vs. (M2) Racers de Saltillo
| 11 de junio, 19:00 | Mieleras de Guanajuato                                                                          | 79–55                | Racers de Saltillo                                                 | Guanajuato, Guanajuato                      |  |
|                    | Parciales: 22-12, 20-13, 19-6, 18-24                                                            |                      |                                                                    |                                             |  |
|                    | Estadísticas Kayla Mobley (28) Kayla Mobley (15) B. Silva, J. Bonds, K. Mobley, M. Castillo (4) | Reporte Pts Reb Asts | Estadísticas Nicole Millender (13) Paola Cruz (8) Leyda Macías (4) | Pabellón: Auditorio Municipal de Yerbabuena |  |

| 12 de junio, 19:00 | Mieleras de Guanajuato                                             | 87–64                | Racers de Saltillo                                                                 | Guanajuato, Guanajuato                      |  |
|                    | Parciales: 27-11, 18-24, 23-16, 19-13                              |                      |                                                                                    |                                             |  |
|                    | Estadísticas Jaterra Bonds (25) Myriam Lara (13) Jaterra Bonds (6) | Reporte Pts Reb Asts | Estadísticas Nicole Millender (17) Ana Bernal y Karla Machuca (5) Leyda Macías (4) | Pabellón: Auditorio Municipal de Yerbabuena |  |

#### Final

##### (M1) Lobas de Aguascalientes vs. (N1) Mieleras de Guanajuato
| 19 de junio, 20:00 | Lobas de Aguascalientes                                                           | 76–74                | Mieleras de Guanajuato                                                           | Aguascalientes, Aguascalientes       |  |
|                    | Parciales: 18-16, 27-26, 11-15, 20-17                                             |                      |                                                                                  |                                      |  |
|                    | Estadísticas Iulia Gladkova (20) Jaqueline Luna y Oumoul Sarr (8) Oumoul Sarr (3) | Reporte Pts Reb Asts | Estadísticas Jaterra Bonds y Kayla Mobley (27) Kayla Mobley (12) Brisa Silva (3) | Pabellón: Auditorio Hermanos Carreón |  |

| 20 de junio, 14:00 | Lobas de Aguascalientes                                                                | 68–61                | Mieleras de Guanajuato                                                                             | Aguascalientes, Aguascalientes       |  |
|                    | Parciales: 13-9, 26-16, 8-16, 21-20                                                    |                      | |                                      |  |
|                    | Estadísticas Hazel Ramírez (15) Iulia Gladkova y Sandra Sánchez (7) Iulia Gladkova (4) | Reporte Pts Reb Asts | Estadísticas Jaterra Bonds y Kayla Mobley (18) Kayla Mobley (13) Myriam Lara y Martha Castillo (2) | Pabellón: Auditorio Hermanos Carreón |  |

| 26 de junio, 19:00 | Mieleras de Guanajuato                                            | 65–63                | Lobas de Aguascalientes                                                            | Guanajuato, Guanajuato                      |  |
|                    | Parciales: 19-16, 13-8, 11-15, 9-13 (T.E.: 13-11)                 |                      |                                                                                    |                                             |  |
|                    | Estadísticas Jaterra Bonds (20) Myriam Lara (11) Kayla Mobley (4) | Reporte Pts Reb Asts | Estadísticas Iulia Gladkova (17) Oumoul Sarr (11) Saide Vargas y Hazel Ramírez (3) | Pabellón: Auditorio Municipal de Yerbabuena |  |

| 27 de junio, 12:00 | Mieleras de Guanajuato                                           | 71–83                | Lobas de Aguascalientes                                                          | Guanajuato, Guanajuato                      |  |
|                    | Parciales: 16-16, 19-20, 15-14, 13-13 (T.E.: 8-20)               |                      |                                                                                  |                                             |  |
|                    | Estadísticas Myriam Lara (19) Miriam Lara (15) Jaterra Bonds (5) | Reporte Pts Reb Asts | Estadísticas Hazel Ramírez (22) Oumoul Sarr (13) Hazel Ramírez y Oumoul Sarr (3) | Pabellón: Auditorio Municipal de Yerbabuena |  |

### Premios
| Categoría                        | Nominados | Ganador |
| -------------------------------- | --- | --- |
| Mejor Equipo de Comunicación     | Quetzales Sajoma Lobas de Aguascalientes Barreteras de Zacatecas                                                               | Barreteras de Zacatecas |
| Mejor Transmisión                | Escaramuzas de Jalisco Aztks del Estado de México Mieleras de Guanajuato                                                       | Mieleras de Guanajuato |
| Mérito a la Seguridad Sanitaria  | | Aztks del Estado de México |
| Mejor Entrenador                 | Jonathan Villegas (Mieleras de Guanajuato) Alejandra Arellano (Escaramuzas de Jalisco) Gerardo Guzmán (Mexcaltecas de Nayarit) | Alejandra Arellano (Escaramuzas de Jalisco) |
| Novata del Año                   | Laura Pérez (Mieleras de Guanajuato) Mayra Gil (Marineras de Puerto Vallarta Saide Vargas (Lobas de Aguascalientes)            | Saide Vargas (Lobas de Aguascalientes) |
| Revelación del Año               | Brittany Bird (Algodoneras de la Comarca) Brihanna Jackson (Aztks del Estado de México) Nicole Millender (Racers de Saltillo)  | Brihanna Jackson (Aztks del Estado de México) |
| Mejor Defensiva                  | Yayma Boulet (Aztks del Estado de México) Paola Estrada (Barreteras de Zacatecas) Jordan Wallace (Escaramuzas de Jalisco)      | Jordan Wallace (Escaramuzas de Jalisco) |
| Mejor Jugadora (MVP)             | Gladiana Ávila (Escaramuzas de Jalisco) Yayma Boulet (Aztks del Estado de México) Jaterra Bonds (Mieleras de Guanajuato)       | Jaterra Bonds (Mieleras de Guanajuato) |
| Cuadro Ideal                     | | Jacqueline Luna (Lobas de Aguascalientes) Saide Vargas (Lobas de Aguascalientes)) Hazel Ramírez (Lobas de Aguascalientes) Myriam Lara (Mieleras de Guanajuato) Jaterra Bonds (Mieleras de Guanajuato) |
| Mejor Jugadora de la Final (MVP) | | Iulia Gladkova (Lobas de Aguascalientes) |